# Скот Дейвис
Скот Дейвис (на английски: Scott Davis) е американски тенисист. 

## Биография
Скот Дейвис е роден на 27 август 1962 г. в Санта Моника, Калифорния. 

## Кариера
Скот Дейвис като юноша печели 24 титли в различни възрастови категории. От 1977 до 1980 г. той е номер едно в ранглистата на USTA за юноши.
Скот Дейвис достига най-високо класиране на сингъл в света, до номер 11, през октомври 1985 г., и до номер 2 в света на двойки, през януари 1991 г. Той печели 3 титли на сингъл и 22 титли на двойки. Най-голямият му успех е в турнира на двойки на Откритото първенство на Австралия през 1991 г., където печели титлата в партньорство с Дейвид Пейт.

## Кариерна статистика

### ATP финали (3 титли; 10 финала)
|        | П–З | Година | Турнир                | Клас           | Настилка  | Опонент              | Резултат                |
| ------ | --- | ------ | --------------------- | -------------- | --------- | -------------------- | ----------------------- |
| Загуба | 0–1 | 1981   | Напа Оупън            | Гран При       | Твърда    | Сами Джамалва младши | 3–6, 7–5, 1–6           |
| Загуба | 0–2 | 1983   | Зала на славата Оупън | Гран При       | Трева     | Джон Фицджералд      | 6–2, 1–6, 3–6           |
| Победа | 1–2 | 1983   | Хавай Оупън           | Гран При       | Твърда    | Винсент Ван Патен    | 6–3, 6–7(2–7), 7–6(7–4) |
| Загуба | 1–3 | 1983   | Токио Индор           | Гран При       | Килим (з) | Иван Лендъл          | 6–3, 3–6, 4–6           |
| Загуба | 1–4 | 1983   | Тайпе Гран Гри        | Гран При       | Килим (з) | Ндука Одизор         | 4–6, 6–3, 4–6           |
| Загуба | 1–5 | 1985   | Маями Оупън           | Гран При       | Твърда    | Тим Майот            | 6–4, 6–4, 3–6, 2–6, 4–6 |
| Победа | 2–5 | 1985   | Япония Оупън          | Гран При       | Твърда    | Джими Ариас          | 6–1, 7–6(7–3)           |
| Загуба | 2–6 | 1986   | WCT Хюстън            | Гран При       | Килим (з) | Слободан Живойнович  | 1–6, 6–4, 3–6           |
| Загуба | 2–7 | 1989   | ОТБ Оупън             | Гран При       | Твърда    | Саймън Юл            | 6–2, 4–6, 4–6           |
| Победа | 3–7 | 1990   | Окланд Оупън          | Световни серии | Твърда    | Андрей Чесноков      | 4–6, 6–3, 6–3           |